# Digitaria hengduanensis
Digitaria hengduanensis är en gräsart som beskrevs av L.Liou. Digitaria hengduanensis ingår i släktet fingerhirser, och familjen gräs. Inga underarter finns listade i Catalogue of Life.